# Valle di Comino
La valle di Comino è una valle situata in provincia di Frosinone, nell'area appartenente storicamente all'Alta Terra di Lavoro, a ridosso dell'Appennino abruzzese e del Parco nazionale d'Abruzzo, Lazio e Molise. Corrisponde grosso modo all'alto bacino idrografico del fiume Melfa, che l'attraversa sfociando nella valle del Liri attraverso una gola erosa nei calcari del monte Cairo.

## Denominazione
L'origine del nome, secondo una tradizione consolidata, più volte messa in discussione, risalirebbe alla città di Cominium, di cui Tito Livio e Dionigi di Alicarnasso narrano la distruzione nel 293 a.C., durante la terza guerra sannitica. Anche se in nessuna epigrafe di epoca romana rinvenuta nella zona appare il nome della città, nel Medioevo l'intera valle era già denominata Comino nei documenti, e con questo nome è presente negli scritti di Flavio Biondo e Leandro Alberti. Il nome è sempre sopravvissuto nell'uso popolare, e compare nella denominazione ufficiale di San Donato Val di Comino, della XIV comunità montana "Valle di Comino" e dell'Unione dei comuni "Val di Comino".

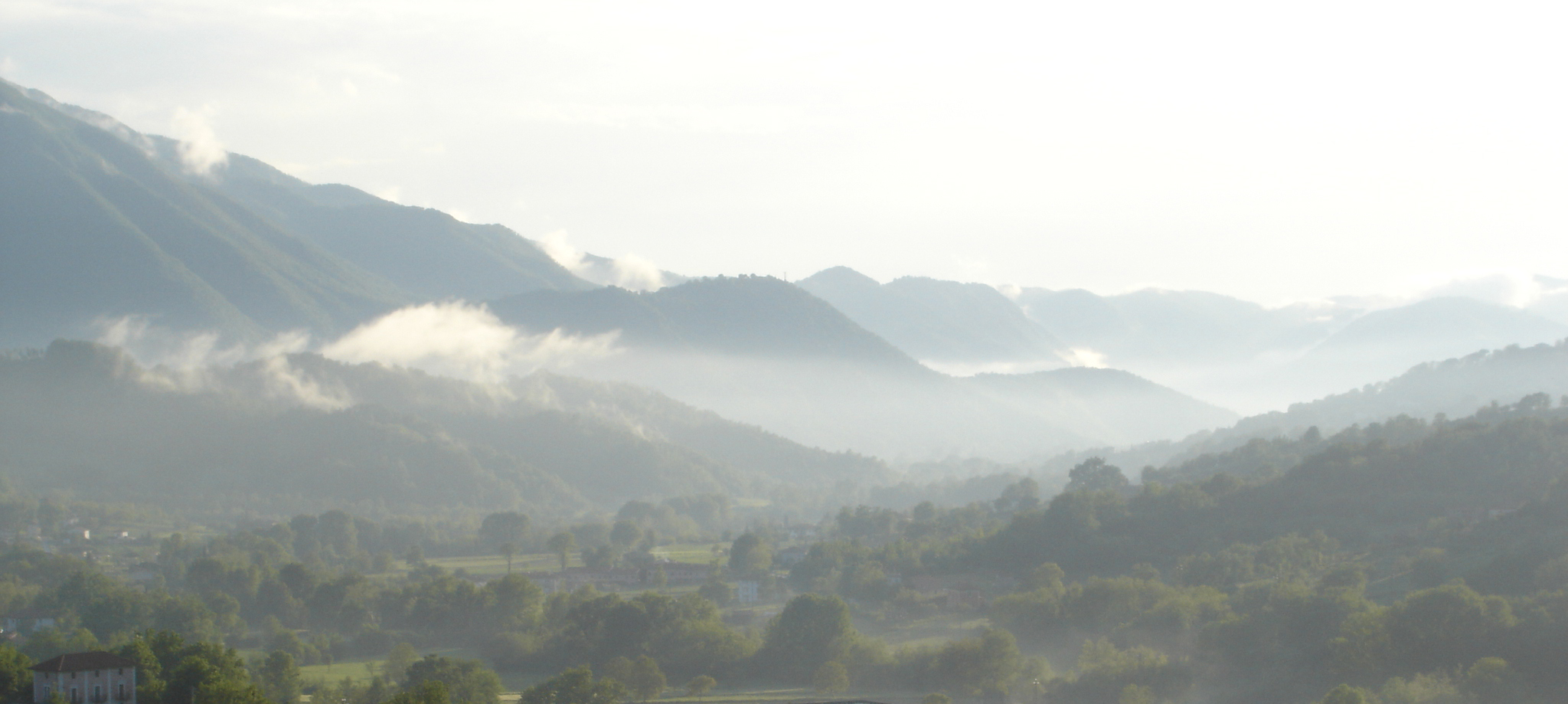
La valle di Comino da Picinisco.

## Storia

### Antichità
Il ritrovamento di oggetti in pietra lavorata in varie località della valle testimonia la presenza di insediamenti umani risalenti alla preistoria. Ma le testimonianze archeologiche acquistano una fisionomia più chiara a partire dalla presenza sul territorio delle popolazioni osco-umbre (la valle si situa in una zona di confine tra le aree abitate dai Volsci e dai Sanniti) fino a tutta l'epoca romana: il ponte romano di Casalattico, il tempio di Mefite presso Casalvieri (in località Pescarola), dove nel 1990 sono stati rinvenuti numerosi ex voto, frammenti fittili e monete di età repubblicana e imperiale, le mura poligonali di Vicalvi e di San Fedele presso San Donato Val di Comino, le epigrafi di Santa Maria del Campo ad Alvito, il tempio di Mefite scoperto nel 1958 alla sorgente del Melfa, nei pressi del santuario di Canneto a Settefrati.
Nell'antichità il centro più importante era Atina, sede della omonima prefettura romana, la cui antichissima origine è attestata anche dal passo dell'Eneide dove è enumerata, con l'appellativo di potens, fra le cinque città del Lazio che preparano le armi per la guerra di Turno contro Enea. Secondo una tradizione mitica la città fu fondata da Saturno, e conserva i resti di mura poligonali a grossi blocchi di pietra e numerose testimonianze di epoca romana: epigrafi, sculture, ceramiche.
Di Atina con tutta probabilità fu nativo il console Lucio Munazio Planco, fondatore di Lugdunum (Lione).
Nel museo civico archeologico di Atina sono visibili numerosi reperti provenienti da varie località della valle.

### Medioevo

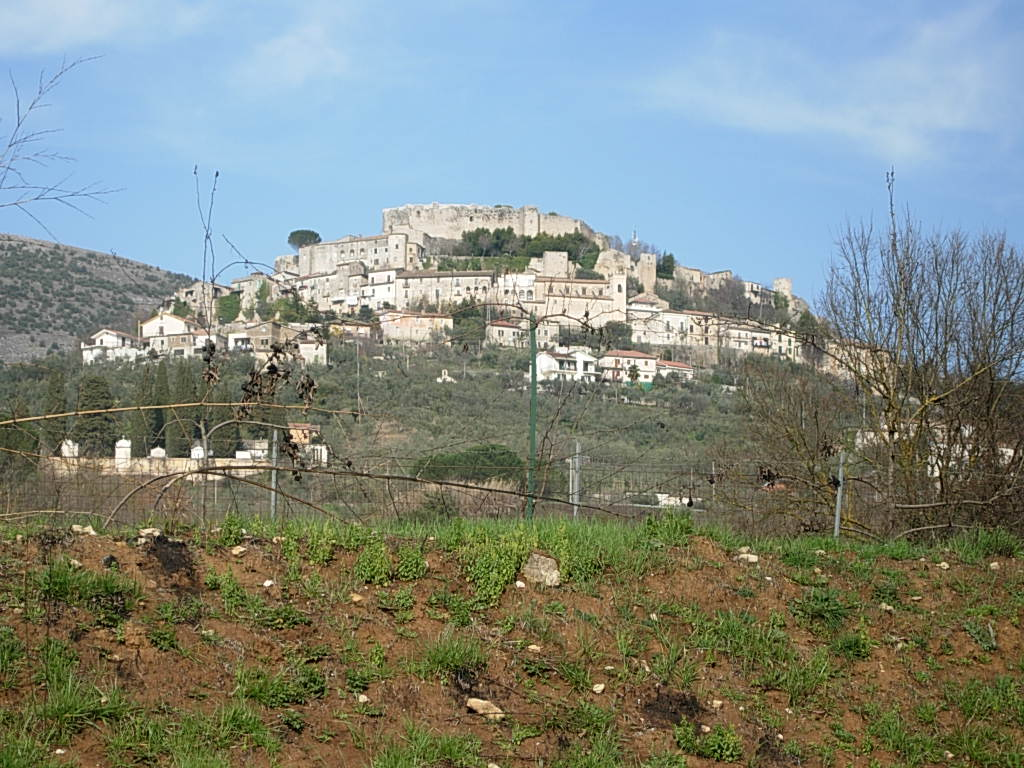
Panorama di Vicalvi e del castello

Con i suoi castelli, che corrispondono quasi perfettamente agli attuali paesi (Atina, Agnone - oggi Villa Latina, San Biagio Saracinisco, Picinisco, Settefrati, San Donato Val di Comino, Gallinaro, Alvito, Vicalvi, Campoli Appennino, Casalvieri, Casalattico), nel Medioevo la valle appartenne al ducato longobardo di Spoleto, al principato di Capua, alla contea di Aquino, alla contea dei Marsi, fino a far parte del Regno unificato dai Normanni, come contea e poi ducato autonomo detto Stato di Alvito, centro che nel frattempo era venuto crescendo di importanza. Le famiglie più importanti che ebbero la signoria sulla valle furono i d’Aquino, i Cantelmo, i Borgia e poi i Gallio.
La valle di Comino a partire dall'epoca alto-medievale fu a lungo comunque sotto l'influenza dei grandi monasteri benedettini di Montecassino e di San Vincenzo al Volturno, che ne disegnarono il profilo religioso e culturale.
Del periodo medievale sono testimonianza i resti di chiese, castelli, torri e mura in quasi tutti i paesi, in particolare i castelli di Alvito e Vicalvi e il palazzo Cantelmo di Atina.

### Età moderna
Del Regno di Napoli o Due Sicilie seguì il destino; subito dopo l'unificazione risorgimentale fu teatro di importanti azioni di resistenza antiunitaria (il cosiddetto brigantaggio, che era stato presente anche nel corso della guerriglia contro-rivoluzionaria durante l'invasione francese giacobina) e fece parte della provincia di Caserta, rimanendo incorporata nella Terra di Lavoro fino al 1927, anno in cui fu inserita, con tutto il distretto di Sora, nella nuova provincia di Frosinone, nel Lazio.
Oltre ai tradizionali castelli cominesi, posti in cerchio lungo il bordo della valle, appartenenti all'antico ducato di Alvito, fanno parte della comunità montana valle di Comino i paesi di Belmonte Castello, tradizionalmente legato ad Atina, Posta Fibreno, Campoli Appennino, Pescosolido e Fontechiari. Vi sono inclusi anche i paesi dell'area delle Mainarde: Vallerotonda, Acquafondata e Viticuso, storicamente gravitanti su Montecassino e appartenenti alla Terra Sancti Benedicti.

## Geografia

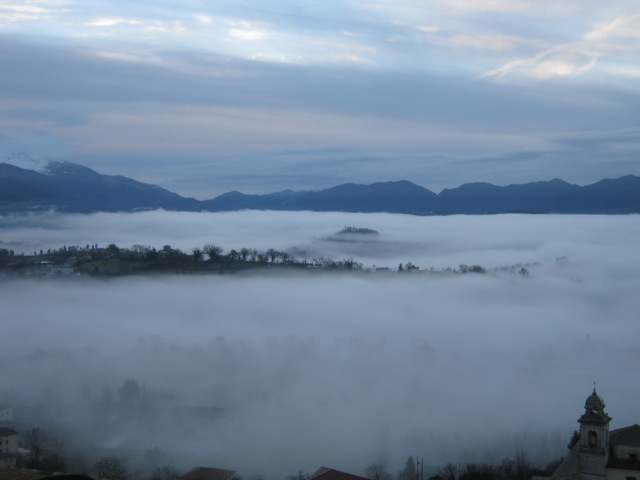
Vista della Valle da Alvito

Dal punto di vista geografico la valle di Comino si presenta come un'ampia conca quasi circolare di 244 km² in buona parte circondata da monti. A sud, nella zona di Casalattico, si trovano le propaggini settentrionali del monte Cairo (con quote intorno ai 1000 m s.l.m.); a sud est di Picinisco la Serra Piano; il territorio di Picinisco si innalza fino al versante laziale del massiccio della Meta (2241 m), la cui cima più alta è il monte Petroso (2247 m). Oltre Picinisco il paesaggio è caratterizzato dalla valle del primo corso del Melfa, la cui sorgente è nella valle di Canneto (1020 m s.l.m.).
Subito dopo la linea di confine tra Lazio e Abruzzo percorre il fondovalle, fino alla località dei Tre Confini (1496 m). Proseguendo verso Settefrati e San Donato Val di Comino, si trova una lunga dorsale che culmina nella rocca Altiera (2085 m). A nord il confine della valle di Comino è segnato da un gruppo montuoso che ha un'altezza media di 1800 m. A nord ovest, fra Campoli Appennino e Alvito, la dorsale è di circa 1000 m. Verso sud ovest la conformazione della valle è caratterizzata da una zona collinare che non supera i 500 m: qui il confine naturale non è segnato con netta discontinuità dai rilievi montuosi, quanto piuttosto dal displuvio fra il Melfa e il Fibreno.
L'altezza media del fondovalle, ad andamento collinare, è di circa 500 metri e nella sua zona più bassa, a sud, scende fino a 320 m: è prevalentemente di formazione eocenica e pliocenica, mentre alla base della cerchia dei monti calcarei, risalenti al Cretaceo, c'è una forte presenza di falde detritiche. In tempi remoti una parte della valle era sicuramente occupata da un lago: prima che il fiume si scavasse la gola presso Casalvieri le acque del Melfa (la Melfa nella parlata locale) stagnavano sul lato sudovest fino a traboccare nel Fibreno, con cui probabilmente formava una sola zona lacustre.

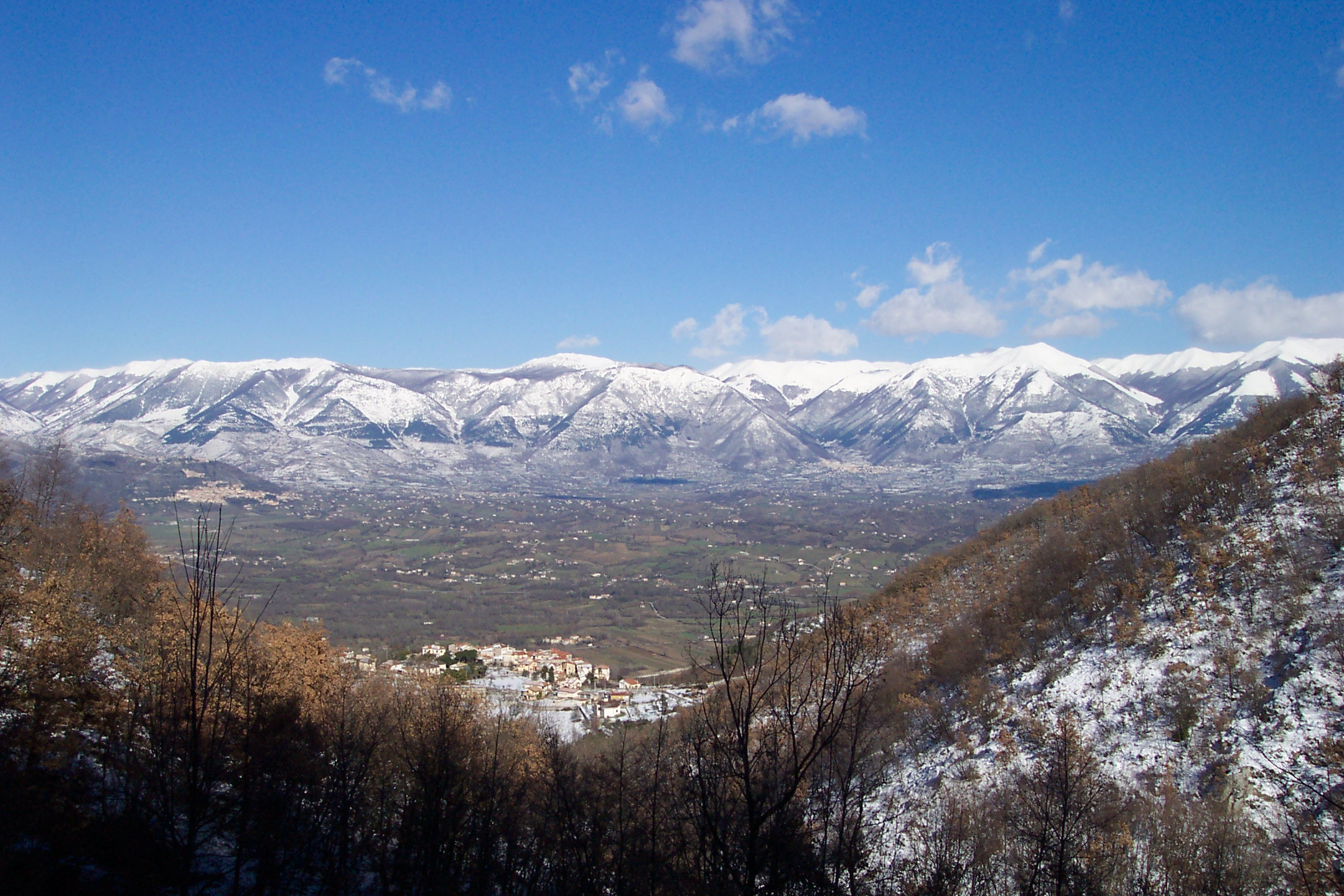
Vista sulla valle da Monforte, Casalattico

La valle di Comino è inserita in una zona sismica di grado 1 ed è stata frequentemente teatro di terremoti anche importanti, come nel 1349, nel 1654, nel 1915 e nel 1984.

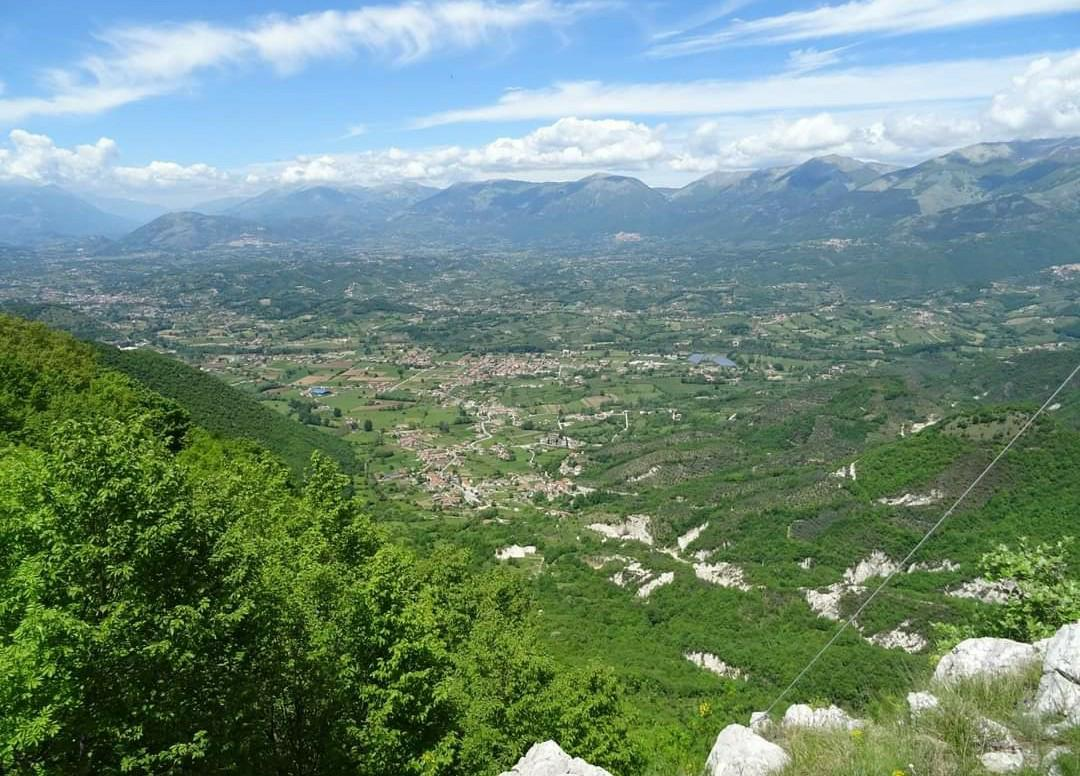
Panorama della valle da Villa Latina

Gli insediamenti storici dei paesi-castelli sono collocati su una quota da 600 a 800 m, mentre il fondovalle, quando le condizioni storiche lo permettevano, è stato sempre contraddistinto dalla presenza di case coloniche sparse e di insediamenti aggregati, la cui popolazione negli ultimi decenni ha tendenzialmente sopravanzato quella dei nuclei più alti di origine altomedievale. 
La Marsica (Opi e Pescasseroli) si raggiunge con una carrozzabile da San Donato Val di Comino attraverso il valico di Forca d'Acero, oltre che da numerosi passi di tratturi, come il passo dell'Orso che dalla valle di Canneto (Settefrati), nel versante laziale del Parco nazionale d'Abruzzo, Lazio e Molise, conduce a Opi, il passo di Forca Resuni che conduce a Civitella Alfedena e a Villetta Barrea, il passo di Pian dei Monaci che, scavalcando il massiccio della Meta, dal territorio di Picinisco sbocca nell'alto Molise a Pizzone, in provincia di Isernia. Il Molise si raggiunge pure con una carrozzabile che da San Biagio Saracinisco arriva nell'alta valle del Volturno, presso Scapoli e Colli a Volturno. Dal lato laziale la valle di Comino è collegata con strade oggi abbastanza comode sia a Sora, attraverso Vicalvi che a Cassino, attraverso Atina.

La popolazione, che nel 1901 era di circa 28 000 abitanti, oggi raggiunge a malapena i 20.000: la diminuzione è stata causata soprattutto dall'emigrazione, iniziata a partire dagli anni ottanta dell'Ottocento e diretta soprattutto verso la Francia, la Gran Bretagna e gli Stati Uniti.
Dal punto di vista linguistico il dialetto della valle di Comino, ricco di molte varietà locali, appartiene al gruppo dei dialetti campani: propriamente è un dialetto nord-campano, con forti influssi e scambi con l'area molisana e una notevole influenza laziale, peraltro sempre crescente, anche a causa dell'assetto politico-amministrativo che dal 1927 ha separato questa zona dal suo plurisecolare retroterra, inserendola nel Lazio.

## Economia e turismo

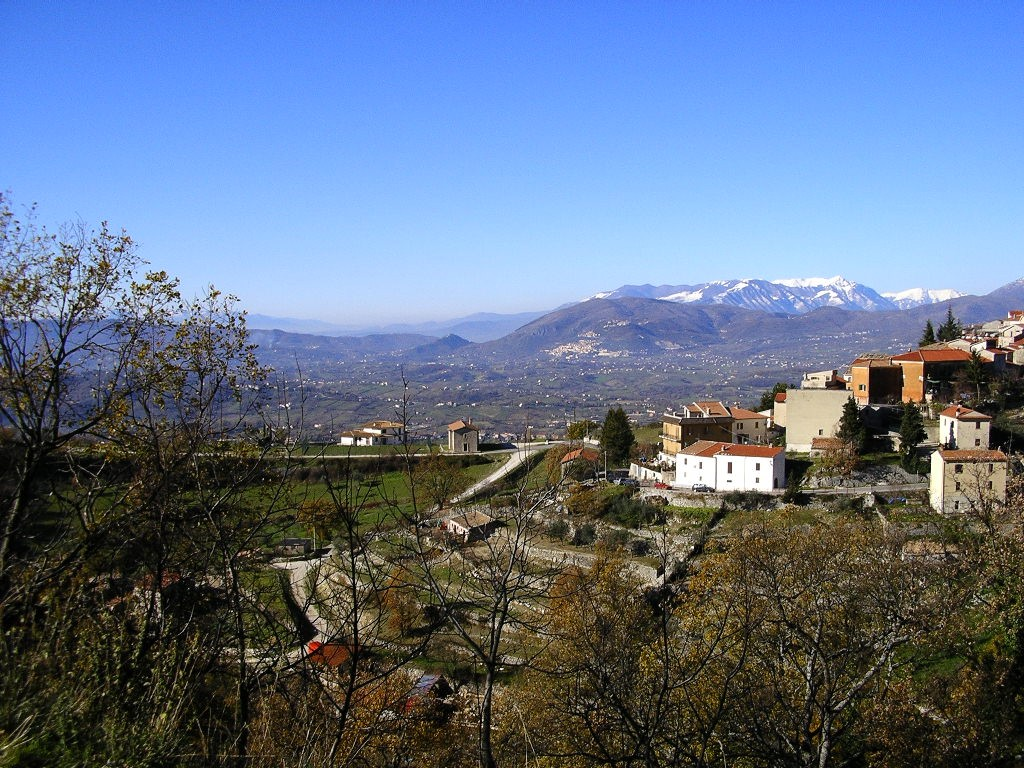
Scorcio della valle di Comino vista da Settefrati. Sullo sfondo il castello di Vicalvi, l'abitato di Alvito e i monti della Marsica.

Nella valle, in passato caratterizzata da una forte presenza di terreni seminati a frumento, granturco ed erba medica e di coltivazioni di vite e di olivo, ancora oggi si producono vino e olio d'oliva di qualità: in particolare la vinificazione delle uve di cabernet e di altri vitigni pregiati, iniziata dopo la metà dell'Ottocento e affinatasi negli anni, ha dato luogo alla DOC di Atina. Anche la pastorizia (bovini e soprattutto ovini) è stata per secoli una risorsa di prim'ordine, per la presenza di ottimi terreni per l'alpeggio alle quote più alte: questo ha dato luogo alla produzione di ricotta e formaggi tuttora rinomati, nonostante la diminuzione quantitativa di quest'attività.
La Comunità montana Valle di Comino è oggetto di un discreto movimento turistico, anche per i rientri estivi degli emigrati e dei loro discendenti; rivestono interesse in particolare il Parco nazionale d'Abruzzo, Lazio e Molise, coi monti della Meta, Forca d'Acero per lo sci di fondo, una località poco distante da San Donato Val di Comino per lo sci alpinismo, il castello Cantelmo, il castello di Vicalvi, il castello di Picinisco, la riserva naturale del lago di Posta Fibreno, il "Centro Orso", area faunistica dell'orso bruno marsicano a Campoli Appennino, il museo degli animali notturni a Picinisco, i santuari della Madonna di Canneto presso la sorgente del Melfa, di San Gerardo di Silions a Gallinaro e di San Donato d'Arezzo a San Donato Val di Comino, il cui culto è attestato in un documento del 778. Suggestiva è anche la processione notturna del rientro a Settefrati dell'immagine della Madonna del Santuario di Canneto, il 22 agosto.

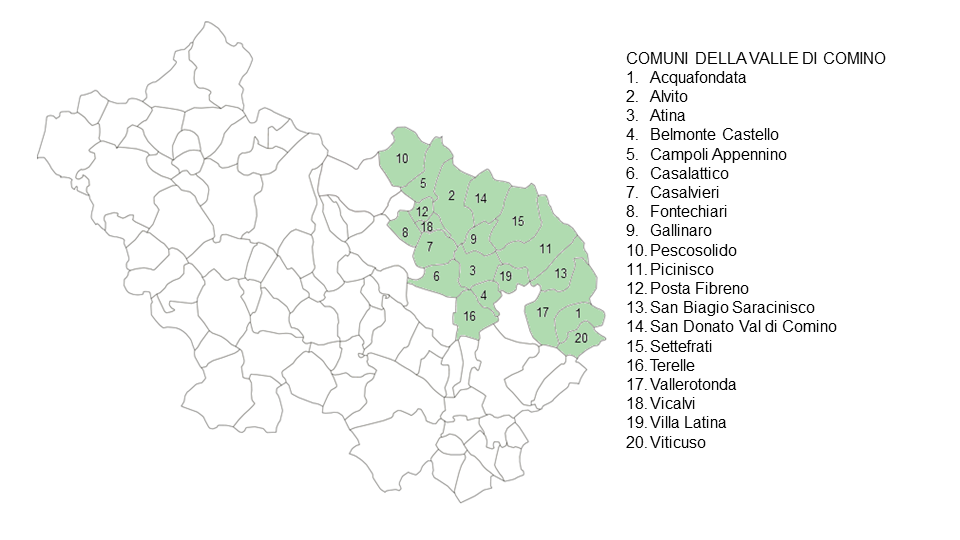
Comuni della XIV comunità montana Valle di Comino

Tra le numerose tradizioni folcloristiche presenti nella valle è particolarmente significativa quella degli zampognari. Nella zona di Picinisco, San Biagio Saracinisco e Villa Latina - con una stretta integrazione con il vicino Molise, in particolare con Scapoli- l'attività legata alla produzione e al suono della zampogna è ancora molto intensa. Negli ultimi anni, accanto all'abituale "migrazione temporanea" del periodo natalizio, si sono affermate varie iniziative di approfondimento e di riscoperta culturale di questa tradizione, sia dal punto di vista musicale che dal punto di vista etno-antropologico..
L'esistenza di artisti girovaghi stagionali provenienti dalla valle di Comino e dalle zone limitrofe dell'alta valle del Liri è documentata fin dal XVIII secolo. Nel XIX secolo l'Inchiesta agraria per il circondario di Sora rammenta l'antica tradizione vagabonda dei montanari di Picinisco e San Biagio Saracinisco, suonatori e conduttori di orsi per spettacoli di piazza. La memoria orale di spettacoli con "ballo dell'orso" tenuti da abitanti di San Biagio e di Cardito di Vallerotonda si è conservata fino agli anni ottanta del secolo scorso.
Questa intensa attività stagionale, che a volte coinvolgeva interi gruppi familiari che si trasferivano temporaneamente in Francia e in Inghilterra, e che la valle aveva in comune con una grande quantità di piccoli centri appenninici posti fra i 600 e i 1200 metri di altitudine è stata considerata come il prototipo e l'inizio dell'emigrazione vera e propria.